# Волковиски, Рубен
Рубен Оскар Волковиски (исп. Rubén Oscar Wolkowyski; род. 30 сентября 1973) — аргентинский баскетболист. Играл на позициях центрового и тяжёлого форварда за команды «Килмес», «Бока Хуниорс», «Эстудиантес Олаваррия», «Сиэтл Суперсоникс», ЦСКА Москва, «Бостон Селтикс», «ТАУ Керамика», «Олимпиакос», «Химки», «Проком», «Скафати», «Бихуа», «Атлетикос Сан-Херман», «Депортиво Либертад», «Юнион Формоса» и «Сармиенто де Ресистенсия». Игрок сборной Аргентины, в составе которой становился чемпионом Америки в 2001 году, серебряным призёром чемпионата мира в 2002 году и олимпийским чемпионом в 2004 году.

## Биография

### Клубная карьера
Волковиски начинал профессиональную карьеру в баскетбольном клубе «Килмес» из города Мар-дель-Плата. Его дебют в национальном чемпионате Аргентины состоялся в сезоне 1993/1994. В период с 1993 по 2000 год Волковиски был неизменным участником матчей всех звёзд аргентинской лиги, пропустил лишь 1994 год, а в 1996 году был признан самым ценным игроком матча всех звёзд. Неоднократно он заканчивал с лучшим показателем подборов и блок-шотов среди игроков чемпионата. В 1997 году Волковиски перешёл в «Бока Хуниорс», через два года — в «Эстудиантес Олаваррия». В сезоне 1999/2000 он помог клубу выиграть чемпионат Аргентины, а самым был признан самым ценным игроком регулярного сезона и финальной серии.
В 2000 году Волковиски переехал в США и подписал контракт с клубом НБА «Сиэтл Суперсоникс». В НБА ему не удалось заиграть, в Сиэтле он провёл непримечательный сезон, в котором сыграл лишь 34 матча. Перед началом сезона 2001/2002 Волковиски заключил контракт с «Даллас Маверикс», но был отчислен из команды до того, как успел сыграть хотя бы один матч. После этого он вернулся в «Килмес», где играл до конца года. В январе 2002 года Волковиски подписал контракт с московским ЦСКА, за который играл до конца сезона. Летом 2002 года он вернулся в НБА, подписав годичный контракт с «Бостон Селтикс». Там аргентинец получал ещё меньше игровой практики, чем в Сиэтле и в январе 2003 года, после семи сыгранных матчей, был отчислен.
В феврале 2003 года Волковиски перешёл в испанский клуб «ТАУ Керамика», за который играл до конца сезона. Сезон 2003/2004 он провёл в греческом «Олимпиакосе». Летом 2004 года Волковиски заключил контракт с российскими «Химками», за которые играл до 2007 года. В сентябре 2007 года он выступал за польский «Проком», остаток сезона 2007/2008 провёл в итальянском клубе «Скафати». В сезоне 2008/2009 он выступал за уругвайский клуб «Бихуа», в 2009 году недолго выступал за пуэрто-риканский клуб «Атлетикос Сан-Херман». После этого Волковиски вернулся в Аргентину и до завершения карьеры в 2015 году выступал за местные клубы «Депортиво Либертад», «Юнион Формоса», «Сармиенто де Ресистенсия» и «Килмес».

### Выступления за сборную
В 1990—1991 годах Волковиски играл за команду юношей до 18 лет, в её составе он выступал на Панамериканских играх, стал чем чемпионом Южной Америки в 1990 году, а в 1991 году — бронзовым призёром чемпионата мира до 18 лет. В 1992—1993 годах Волковиски играл за команду юношей до 22 лет. С ней он выступил на чемпионате Южной Америки в 1993 году и чемпионате мира в 1993 году, также команда выиграла Панамериканские игры в 1993 году.
В составе мужской сборной Аргентины Волковиски начал играть на международных турнирах в 1994 году. Он выступал на Играх доброй воли 1994 и 1998 годов, на чемпионатах мира 1994 и 1998 годов, на Олимпийских играх 1996 года. Аргентинцы выиграли баскетбольный турнир Панамериканских игр 1995 года, завоевали серебряные медали на чемпионате Южной Америки 1995, бронзовые — на чемпионате 1999 года, а в 2001 году взяли золото. В 2002 году Волковиски со сборной стал серебряным призёром чемпионата мира, в 2004 году — олимпийским чемпионом.

## Статистика

### Статистика в НБА
| Сезон                                                                                    | Команда | Регулярный сезон | Регулярный сезон | Регулярный сезон | Регулярный сезон | Регулярный сезон | Регулярный сезон | Регулярный сезон | Регулярный сезон | Регулярный сезон | Регулярный сезон | Регулярный сезон | Серия плей-офф | Серия плей-офф | Серия плей-офф | Серия плей-офф | Серия плей-офф | Серия плей-офф | Серия плей-офф | Серия плей-офф | Серия плей-офф | Серия плей-офф | Серия плей-офф |
| Сезон                                                                                    | Команда | GP               | GS               | MPG              | FG%              | 3P%              | FT%              | RPG              | APG              | SPG              | BPG              | PPG              | GP             | GS             | MPG            | FG%            | 3P%            | FT%            | RPG            | APG            | SPG            | BPG            | PPG            |
| ---------------------------------------------------------------------------------------- | ------- | ---------------- | ---------------- | ---------------- | ---------------- | ---------------- | ---------------- | ---------------- | ---------------- | ---------------- | ---------------- | ---------------- | -------------- | -------------- | -------------- | -------------- | -------------- | -------------- | -------------- | -------------- | -------------- | -------------- | -------------- |
| 2000/01                                                                                  | Сиэтл   | 34               | 1                | 9,0              | 31,6             | 0,0              | 73,5             | 1,4              | 0,1              | 0,2              | 0,5              | 2,2              | Не участвовал  | Не участвовал  | Не участвовал  | Не участвовал  | Не участвовал  | Не участвовал  | Не участвовал  | Не участвовал  | Не участвовал  | Не участвовал  | Не участвовал  |
| 2002/03                                                                                  | Бостон  | 7                | 0                | 3,4              | 50,0             | 0,0              | 25,0             | 0,1              | 0,1              | 0,0              | 0,0              | 0,7              | Не участвовал  | Не участвовал  | Не участвовал  | Не участвовал  | Не участвовал  | Не участвовал  | Не участвовал  | Не участвовал  | Не участвовал  | Не участвовал  | Не участвовал  |
|                                                                                          | Всего   | 41               | 1                | 8,0              | 32,5             | 0,0              | 68,4             | 1,1              | 0,1              | 0,1              | 0,4              | 2,0              | Не участвовал  | Не участвовал  | Не участвовал  | Не участвовал  | Не участвовал  | Не участвовал  | Не участвовал  | Не участвовал  | Не участвовал  | Не участвовал  | Не участвовал  |
| Наведите курсор мыши на аббревиатуры в заголовке таблицы, чтобы прочесть их расшифровку. |         |                  |                  |                  |                  |                  |                  |                  |                  |                  |                  |                  |                |                |                |                |                |                |                |                |                |                |                |

### Статистика в других лигах
| Сезон                                                                                   | Команда                  | Лига                | GP  | GS  | MPG  | FG%  | 3P%  | FT%  | RPG | APG | SPG | BPG | PPG  |  |
| 2001/02                                                                                 | ЦСКА                     | Евролига            | 7   | 6   | 29,4 | 54,4 | 42,9 | 94,1 | 7,6 | 0,7 | 0,9 | 0,4 | 11,6 |  |
| 2002/03                                                                                 | Баскония                 | Евролига            | 6   | 5   | 17,2 | 38,5 | 60,0 | 62,5 | 3,0 | 0,5 | 0,7 | 0,2 | 6,3  |  |
| 2003/04                                                                                 | Олимпиакос               | Евролига            | 15  | 4   | 21,1 | 48,5 | 34,8 | 67,4 | 4,1 | 0,2 | 0,7 | 0,5 | 9,8  |  |
| 2006/07                                                                                 | Химки                    | Кубок Европы        | 12  | 12  | 23,7 | 46,4 | 39,1 | 62,9 | 2,5 | 0,8 | 0,6 | 0,4 | 9,1  |  |
| 2007/08                                                                                 | Все клубы                | Все лиги            | 25  | 16  | 22,9 | 42,1 | 28,0 | 79,4 | 4,5 | 0,4 | 1,2 | 0,3 | 6,1  |  |
| 2007/08                                                                                 | Трефл Сопот              | Евролига            | 3   | 0   | 14,6 | 43,8 | 42,9 | 0,0  | 1,3 | 0,0 | 0,7 | 0,0 | 5,7  |  |
| 2007/08                                                                                 | Скафати                  | Чемпионат Италии    | 22  | 16  | 24,0 | 41,9 | 25,6 | 79,4 | 5,0 | 0,5 | 1,2 | 0,4 | 6,2  |  |
| 2011/12                                                                                 | Все клубы                | Все лиги            | 54  | 31  | 22,1 | 46,9 | 20,9 | 73,8 | 5,6 | 0,9 | 0,5 | 0,6 | 8,1  |  |
| 2011/12                                                                                 | Сармиенто де Ресистенсия | Чемпионат Аргентины | 45  | 25  | 22,0 | 48,8 | 16,4 | 73,9 | 5,7 | 0,6 | 0,5 | 0,6 | 8,1  |  |
| 2011/12                                                                                 | Сармиенто де Ресистенсия | Лига ФИБА Америка   | 9   | 6   | 22,4 | 37,5 | 41,7 | 73,5 | 5,3 | 2,1 | 0,6 | 0,9 | 8,0  |  |
| 2012/13                                                                                 | Сармиенто де Ресистенсия | Чемпионат Аргентины | 43  | 37  | 24,1 | 44,6 | 34,1 | 59,5 | 4,9 | 0,5 | 0,6 | 0,5 | 6,3  |  |
| 2014/15                                                                                 | Килмес                   | Чемпионат Аргентины | 47  | 1   | 9,0  | 45,2 | 29,3 | 45,5 | 2,7 | 0,3 | 0,2 | 0,3 | 2,4  |  |
|                                                                                         |                          | Всего               | 209 | 112 | 19,8 | 45,9 | 30,9 | 68,0 | 4,4 | 0,5 | 0,6 | 0,4 | 6,5  |  |
| Наведите курсор мыши на аббревиатуры в заголовке таблицы, чтобы прочесть их расшифровку |                          |                     |     |     |      |      |      |      |     |     |     |     |      |  |